# WindowMaster
WindowMaster A/S er en cleantech virksomhed som leverer indeklimaløsninger til primært skoler, kontorer, shoppingcentre og hospitaler.
Løsningerne består af vinduesautomatik og intelligent ventilationsstyring. Udover naturlig ventilation tilbyder virksomheden i brandventilation. I dag har virksomheden ca. 140 medarbejdere fordelt i Danmark, Tyskland, England, Schweiz, Norge og USA samt et net af certificerede partnere kloden rundt.

## Ekstern henvisning
- WindowMasters hjemmeside